# Sing a Simple Song
"Sing a Simple Song" är en låt av den amerikanska soul- och funkgruppen Sly and the Family Stone släppt på singel 1968 som b-sida till gruppens hit "Everyday People" som låg på den amerikanska singellistans förstaplats. Sången text, som fördelades mellan Sly Stone, Freddie Stone, Rosie Stone och Larry Graham, framfördes med spoken word. I likhet med så gott som alla gruppens låtar står Sly Stone som ensam låtskrivare. 
Låten är en av Sly and the Family Stones mest populära och har släppts i flera coverversioner, bland annat av Diana Ross & the Supremes, The Temptations, The Jackson 5 och The Commodores. Låten har också samplats flitigt, bland annat av 2Pac, Public Enemy, Cypress Hill och Gorillaz.

## Instrumentation
- Solosång av Sly Stone, Rosie Stone, Freddie Stone och Larry Graham
- Körsång av Rosie Stone, Freddie Stone, Larry Graham, Little Sister (Vet Stone, Mary McCreary, Elva Mouton)
- Piano av Rosie Stone
- Gitarr av Freddie Stone
- Bas av Larry Graham
- Trummor av Greg Errico
- Blåsinstrument av Jerry Martini (tenorsaxofon) och Cynthia Robinson (trumpet)
- Skriven och producerad av Sly Stone